# 普羅霍德 (蘇梅州)
50°55′21″N 35°21′3″E / 50.92250°N 35.35083°E
普羅霍德（烏克蘭語：Проходи）是位於烏克蘭東北部的村莊，由蘇梅州蘇梅區的克拉斯諾皮利亞市鎮負責管轄。該村距離馬爾伊內1.5公里，海拔高度197米，2001年該村落人口62。